# Matroesjka's
Matroesjka's (também conhecida como Matrioshki e Russian Dolls: Sex Trade) é uma série de televisão belga criada em 2005 para a emissora VTM. Ela retrata a vida de mulheres do leste europeu que são levadas por uma gangue de tráfico de pessoas e obrigadas a trabalharem com prostituição na Bélgica.
A série foi vendida para dezenas de países e chegou a ser exibida no Brasil pelo FX e pelo Telecine Action e em Portugal pelo Fox Crime.

## Sinopse
Todos os anos, milhares de mulheres são tiradas de suas casas e forçadas a uma vida de prostituição e escravidão sexual. Esta é a história de dez delas.
A série começa com uma gangue de criminosos belgas seguindo para o leste europeu, rumo à Lituânia, para recrutar mulheres jovens desesperadas para deixar uma vida de pobreza. O traficante Raymond Van Mechelen e seu assistente Marc Camps organizam audições de dança prometendo uma vida de luxo como integrantes de um time de dança de palco.
Ao chegarem no destino, as mulheres se deparam com a triste realidade de que serão obrigadas a serem dançarinas de striptease e prostitutas. Enquanto isso, o jornalista investigativo Nico Maes trabalha para expor a gangue de Raymond, mas a polícia é lenta e corrupta e os criminosos estão sempre um passo à frente da lei.

## Elenco

### Elenco principal
| Ator/atriz             | Personagem           | Temporadas | Temporadas | Descrição |
| Ator/atriz             | Personagem           | 1.ª        | 2.ª        | Descrição |
| ---------------------- | -------------------- | ---------- | ---------- | --- |
| Peter Van Den Begin    | Raymond Van Mechelen | Principal  | Recorrente | Líder da gangue que trafica mulheres para o clube de striptease Studio 69.                                                                                    |
| Axel Daeseleire        | Jan Verplancke       | Principal  | Principal  | Membro da gangue de Ray. |
| Luk Wyns               | Eddy Stoefs          | Principal  | Principal  | Contador do clube de striptease Studio 69. |
| Manou Kersting         | Danny Bols           | Recorrente | Principal  | Segurança do clube de striptease Studio 69. |
| Indre Jaraite          | Inesa                | Recorrente | Principal  | Garota da Lituânia que é levada pela gangue de Ray para a Bélgica. Amiga de Daria e Kasandra. Ela transa com Ray para conseguir passar na "audição de dança". |
| Tom Van Dyck           | Vincent Dockx        | Principal  | —          | Filho do dono do Studio 69. Membro violento e temperamental da gangue de Ray.                                                                                 |
| Evgeniya Brik          | Kalinka              | Principal  | —          | Jovem russa que ajuda Ray a recrutar novas mulheres e que mantém um relacionamento com ele.                                                                   |
| Žemyna Ašmontaitė      | Daria Pastenytė      | Principal  | —          | Garota da Lituânia que é levada pela gangue de Ray para a Bélgica. Amiga de Inesa e Kasandra. Ela falsifica a assinatura dos pais no contrato com Ray.        |
| Lucas Van den Eynde    | Nico Maes            | Principal  | —          | Jornalista que está realizando reportagens investigativas sobre a gangue de Ray.                                                                              |
| Dirk Van Dijck         | Bob Sels             | —          | Principal  | Dono do Pussycat Club, clube de striptease da Bélgica. |
| Maria Kozlova          | Sveta                | —          | Principal  | Jovem de Transdnístria recrutada por Bob e Inesa para trabalhar no Pussycat Club. É a melhor amiga de Nastya.                                                 |
| Viktorya Kosova        | Nastya               | —          | Principal  | Jovem de Transdnístria recrutada por Bob e Inesa para trabalhar no Pussycat Club. É a melhor amiga de Sveta e possui um filho de três anos chamado Serioja.   |
| Tharinee Songkiatthana | Thip                 | —          | Principal  | Garota tailandesa vendida à Jan e Anek pela própria mãe para trabalhar como prostituta no T&A Club.                                                           |

### Elenco secundário
| Ator/atriz             | Personagem          | Temporadas | Temporadas | Descrição |
| Ator/atriz             | Personagem          | 1.ª        | 2.ª        | Descrição |
| ---------------------- | ------------------- | ---------- | ---------- | --- |
| Veerle De Jonghe       | Esther Van de Walle | Recorrente | Recorrente | Ex-prostituta que possui um relacionamento com Mike Simons.                                                                       |
| Hilde Heijnen          | Laura Keyser        | Recorrente | Recorrente | Policial que investiga a gangue de Ray. É parceira de Clem De Donder.                                                             |
| Peter Thyssen          | Rudi Sierens        | Recorrente | Recorrente | Policial que passa a ajudar Laura nas investigações após a suspensão de Clem.                                                     |
| Stany Crets            | Clem De Donder      | Recorrente | —          | Policial corrupto que ajuda Ray. É parceiro de Laura Keyser.                                                                      |
| Marc Van Eeghem        | Marc Camps          | Recorrente | —          | Membro da gangue de Ray que ajuda a montar os contratos para as "audições".                                                       |
| Frank Aendenboom       | John Dockx          | Recorrente | —          | Dono do Studio 69 e pai de Vincent.                                                                                               |
| Mila Lipner            | Debora Pogodina     | Recorrente | —          | Jovem russa que é levada pela gangue de Ray para a Bélgica, mas é vendida logo em seguida por causar muitos problemas.            |
| Zorina Tanasova        | Irina               | Recorrente | —          | Jovem russa que é levada pela gangue de Ray para a Bélgica e que se esconde na van de Peter Jones para tentar fugir do Studio 69. |
| Svetlana Abolenkina    | Luna Leonova        | Recorrente | —          | Jovem russa que é levada pela gangue de Ray para a Bélgica e que posteriormente acaba sendo hospitalizada.                        |
| Ailika Kremer          | Eva                 | Recorrente | —          | Jovem russa que é levada pela gangue de Ray para a Bélgica. Wim Wilson acaba se apaixonando por ela.                              |
| Lyubov Tolkalina       | Olga Yuganova       | Recorrente | —          | Jovem russa que é levada pela gangue de Ray para a Bélgica. Tenta fugir com Debora ao chegar no Chipre.                           |
| Natalya Reva           | Inga Pryakhina      | Recorrente | —          | Jovem russa que foi trazida para Bélgica numa viagem anterior de Ray. Ela possui desavenças com Kalinka.                          |
| Frank Vercruyssen      | Wim Wilson          | Recorrente | —          | Cliente do Studio 69 que se apaixona por Eva.                                                                                     |
| Jan Van Looveren       | Peter Jones         | Recorrente | —          | Homem que tenta ajudar Irina a escapar.                                                                                           |
| Wim Opbrouck           | Mike Simons         | Recorrente | —          | Homem que testemunha a gangue de Ray executando duas mulheres. Possui um relacionamento com Esther.                               |
| Vilma Raubaitė         | Kasandra Varnelytė  | Recorrente | —          | Amiga de Daria e Inesa que não confia nas audições de Ray.                                                                        |
| Vic De Wachter         | Remi                | Recorrente | —          | Editor-chefe do jornal que Nico Maes trabalha.                                                                                    |
| Harry Anichkin         | Maksim Morozov      | —          | Recorrente | Mafioso ucraniano que trafica mulheres para o clube de striptease Kama Sutra.                                                     |
| Luc Caals              | Paul Van Os         | —          | Recorrente | Homem que gerencia o Kama Sutra.                                                                                                  |
| Koen Van Impe          | Carlo Dubois        | —          | Recorrente | Homem que trabalha com Jan na Tailândia.                                                                                          |
| Bruno Vanden Broecke   | Tony Grooven        | —          | Recorrente | Contador que trabalha para Bob Sels.                                                                                              |
| Wouter Bruneel         | Gino Smits          | —          | Recorrente | Trabalha para Bob Sels gerenciando o Pussycat Club.                                                                               |
| Anastasia Zadorozhnaya | Alyona Reva         | —          | Recorrente | Jovem ucraniana recrutada pela gangue de Morozov. Possui uma irmã mais nova que sofre de câncer.                                  |
| Yuliya Melnikova       | Yana                | —          | Recorrente | Jovem ucraniana recrutada pela gangue de Morozov. Amiga de Alyona.                                                                |
| Dimitrina Jivkova      | Monika              | —          | Recorrente | Jovem búlgara que ajuda Nastya e Sveta no primeiro dia delas na rua.                                                              |
| Chalita Chaisaeng      | Pat                 | —          | Recorrente | Amiga de Thip que também trabalha no A&T Club.                                                                                    |
| Letitia Vladescu       | Antsija             | —          | Recorrente | Cigana rebelde da Romênia. |
| Frank Harper           | Tom Gallagher       | —          | Recorrente | Um dos donos do A&T Club. É irmão do Andy Gallagher.                                                                              |
| Huggy Leaver           | Andy Gallagher      | —          | Recorrente | Um dos donos do A&T Club. É irmão do Tom Gallagher.                                                                               |
| Sahajak Boonthanakit   | Anek                | —          | Recorrente | Homem que ajuda a traficar mulheres para o A&T Club.                                                                              |

## Episódios

### Primeira temporada
| N.º na série | N.º na temp. | Título Original Título no Brasil   | Dirigido por            | Escrito por | Lançamento              |
| --- | ------------ | ---------------------------------- | ----------------------- | ----------- | ----------------------- |
| 1 | 1            | "Aflevering 1" "Episódio 1" (BR)   | Marc Punt, Guy Goossens | Marc Punt   | 5 de janeiro de 2005    |
| O traficante Raymond "Ray" Van Mechelen e seu assistente Marc Camps organizam audições de dança em Vilnius, Lituânia. Eles afirmam estar à procura de dançarinas para fazer turnês nos melhores salões de dança da Bélgica, Holanda e Alemanha. Arnas, um "caça-talentos" local, é contratado para manter as aparências e ganhar a confiança das candidatas. Enquanto isso, os corpos de duas prostitutas russas são encontrados perto de Antuérpia e todos os rastros levam à gangue de Ray. A polícia questiona um cúmplice de Ray, Mike Simons. Ele está disposto a falar, mas exige proteção à testemunha, mas o inspetor de polícia Clem De Donder não acredita nele. Em Vilnius, o jornalista investigativo belga Nico Maes conversa com Daria, Inesa e Kasandra na esperança de que elas desistam de negociar com Ray. Kasandra passa a suspeitar quando Ray pede que ela assine um contrato redigido em grego. Ela contata a polícia local, mas sua melhor amiga, Daria, quer deixar a Lituânia a todo custo.                  |              |                                    |                         |             |                         |
| 2 | 2            | "Aflevering 2" "Episódio 2" (BR)   | Marc Punt, Guy Goossens | Marc Punt   | 12 de janeiro de 2005   |
| Na ilha de Chipre, as dançarinas recrutadas participam de "aulas de dança educativas", onde todas as ilusões de um futuro feliz desaparecem para elas. A gangue de Ray força as garotas a dançar striptease em uma boate local. Olga e Debora conseguem escapar, mas por causa da barreira do idioma com a polícia cipriota, Marc Camps é contatado e vem buscar as garotas na delegacia. Na Bélgica, Mike Simons se reporta à delegacia de Antuérpia e fornece informações sobre as atividades criminosas de Ray e sua gangue. O inspetor Clem, no entanto, permanece incrivelmente cético e se recusa a conceder proteção a Mike. Após isso, Vincent Dockx é interrogado por conexão com o assassinato de duas prostitutas russas. Com a ajuda da namorada de Mike, Esther Van de Walle, Nico Maes publica um artigo revelador sobre o tráfico de mulheres e a negligência da polícia belga em lidar com esse problema. |              |                                    |                         |             |                         |
| 3 | 3            | "Aflevering 3" "Episódio 3" (BR)   | Marc Punt, Guy Goossens | Marc Punt   | 19 de janeiro de 2005   |
| A polícia lida rapidamente com a investigação do assassinato de Mike Simons. Após a morte de Mike, Esther decide morar com Jan Verplancke. A inspetora Laura Keyser suspeita que Clem repassa informações policiais à organização criminosa de Ray. As novas garotas do Leste Europeu finalmente chegam a Antuérpia, mas elas não têm permissão para sair do Studio 69, a boate da gangue. Ray explica claramente às garotas o que espera delas. As coisas dão errado na primeira noite, quando Debora ataca um dos clientes da boate que estuprou Luna. A gangue decide vender Deborah porque ela traz muitos problemas. |              |                                    |                         |             |                         |
| 4 | 4            | "Aflevering 4" "Episódio 4" (BR)   | Marc Punt, Guy Goossens | Marc Punt   | 26 de janeiro de 2005   |
| A gangue pega a russa Inga de um bar de Limburg e a traz de volta ao Studio 69. Inga foi trazida para a Bélgica há algum tempo, em um lote anterior de garotas do Leste Europeu. Kalinka não está feliz com o retorno de Inga. Daria convence Nico Maes a contrabandear uma carta de uma das garotas para fora do clube. No entanto, Kalinka viu isso e Nico tem que entregar a carta para o segurança Danny. Enquanto isso, Debora se recusa a fazer sexo com seu novo dono e fica trancada no sótão. Mais tarde, na tentativa de estuprá-la, Gulinck é esfaqueado com uma tesoura por Debora, que foge. John Dockx descobre que Jan faz Esther trabalhar em outro bar, o que é contra as regras. Ray e Vincent decidem visitar Jan para lhe ensinar uma lição. |              |                                    |                         |             |                         |
| 5 | 5            | "Aflevering 5" "Episódio 5" (BR)   | Marc Punt, Guy Goossens | Marc Punt   | 2 de fevereiro de 2005  |
| Debora vai parar na delegacia e é instruída a ir até à embaixada russa. Porém, no caminho ela é pega por Eddy, Vincent e Danny e levada de volta ao clube. Esther arruma suas coisas e deixa Jan, que planeja se vingar de Ray. A gangue quer vender seis garotas para o dono de uma boate holandesa, Evert van Praag. Marc recebeu ordens para negociar o preço. A polícia invade o Studio 69, mas a gangue é avisada com antecedência. As garotas são colocadas em uma van e levadas embora. Apenas Kalinka e Inga são levadas para a delegacia e interrogadas. Elas afirmam que devem apenas dançar e que não fazem sexo com os clientes. A posição de Clem está se tornando insustentável. Mesmo sua parceira Laura não confia mais nele. Irina consegue fugir do Studio 69 com a ajuda de um motorista de van. |              |                                    |                         |             |                         |
| 6 | 6            | "Aflevering 6" "Episódio 6" (BR)   | Marc Punt, Guy Goossens | Marc Punt   | 9 de fevereiro de 2005  |
| A esposa de Peter não gosta da presença de Irina na casa dela e resolve informar a polícia. Peter consegue esconder Irina, mas acaba recebendo a visita de Vincent e Danny depois que sua esposa liga para o clube. Sob pressão da gangue, Peter decide comprar o contrato de Irina e ajuda ela a voltar para seu país de origem. Daria descobre que Inesa teve uma relação sexual com Ray na Lituânia. Clem é suspenso das investigações por ser suspeito de ter conexões com a gangue de Ray. Enquanto isso, Jan é aceito de volta aos negócios do Studio 69. Nico Maes publica outro artigo, desta vez impresso nas primeiras páginas. Ray e sua gangue vão até Nico para tomar uma atitude. Luna é hospitalizada. |              |                                    |                         |             |                         |
| 7 | 7            | "Aflevering 7" "Episódio 7" (BR)   | Marc Punt, Guy Goossens | Marc Punt   | 16 de fevereiro de 2005 |
| As garotas já estão na Bélgica há três meses. A polícia monitora de perto todas as atividades dentro e ao redor do Studio 69. A presença constante da polícia acaba afastando muitos clientes e a gangue acaba tendo problemas financeiros. Devido à isso, Ray decide iniciar um serviço de acompanhantes de luxo. Kalinka exige ficar de fora de isso e Ray cede ao pedido dela. John avisa seu filho, Vincent, que está se aposentando, mas que o responsável por tudo agora será o Ray. Wim Wilson, um cliente do Studio 69, se apaixona por Eva. Ele paga uma taxa extra para pode passar um tempo com ela fora do clube. Luna continua hospitalizada. Os custos para seu atendimento são altos e John exige que medidas sejam tomadas. Em uma visita ao hospital, Kalinka sufoca Luna com um travesseiro. |              |                                    |                         |             |                         |
| 8 | 8            | "Aflevering 8" "Episódio 8" (BR)   | Marc Punt, Guy Goossens | Marc Punt   | 23 de fevereiro de 2005 |
| As garotas são informadas que Luna faleceu no hospital. Daria fica depressiva com a morte da amiga e se recusa a ir ao subir no palco. Devido à isso, Eddy bate na Daria e ela tem o rosto machucado e o braço quebrado. Ray o repreende por ter feito isso. Ray e Vincent concordam cada vez menos sobre como o clube deve ser administrado. Vincent planeja expulsar Ray do caso como parceiro de negócios. Para conseguir isso, ele propõe negócios lucrativos para Jan e Eddy. As economias de Daria parecem ter desaparecido e as garotas suspeitam que tenha sido a Debora. Wim compra o contrato de Eva e tenta começar um relacionamento com ela ao levá-la para conhecer seus pais. Quando Vincent abusa de Kalinka, um sério conflito com Ray se inicia, fazendo com que Vincent frature as costas e vá parar no hospital. Após a visita aos pais de Wim, Eva percebe que esta não é a maneira de conhecer alguém e diz a Wim que o está deixando.                                                                           |              |                                    |                         |             |                         |
| 9 | 9            | "Aflevering 9" "Episódio 9" (BR)   | Marc Punt, Guy Goossens | Marc Punt   | 2 de março de 2005      |
| Mais três meses se passaram. Eva agora trabalha em uma lanchonete e Nico Maes tenta convencê-la a falar com o inspetor Rudi Sierens. Desde o incidente entre Ray e Vincent, a relação comercial entre Ray e John esfriou consideravelmente e a confiança entre os membros da gangue desapareceu. Daria descobre que sua melhor amiga Kasandra foi assassinada em Vilnius por ordem de Ray. Eddy e Ray vão parar na delegacia acusados de tráfico de mulheres, agressão e lenocínio. Olga, Debora e Inga são presas no clube por causa de problemas de visto. Olga deseja voltar à seu país natal enquanto Debora e Inga querem continuar trabalhando no Studio 69, mas todas são mandadas de volta para a Rússia pela polícia. Daria recebe uma inesperada visita de sua mãe no clube. Vincent recebe alta do hospital e agora passará o resto da vida na cadeira de rodas. John, Eddy e Jan vão visitá-lo e John tem um infarto na cozinha.                                                                                           |              |                                    |                         |             |                         |
| 10 | 10           | "Aflevering 10" "Episódio 10" (BR) | Marc Punt, Guy Goossens | Marc Punt   | 9 de março de 2005      |
| Após o funeral de John, Ray e Vincent têm uma conversa tensa. Triste depois de receber notícias da morte de Kasandra, Daria se recusa a trabalhar e dessa vez Eddy não agride ela por causa da repreensão de Ray da última vez. Ray termina abruptamente seu relacionamento com Kalinka a pedido de Vincent. Sentindo-se humilhada por suas ações, ela busca vingança e vai à delegacia fazer declarações sobre os membros da gangue. Ray mata Vincent com uma pancada na cabeça depois que Jan o avisou sobre os planos de Vincent de assassiná-lo. Quando Eddy e Danny carregam o corpo de Vincent no porta-malas, eles são emboscados pela polícia. Ray também é preso. Ray e Eddy recebem uma sentença de prisão por assassinato, tráfico de mulheres, agressão, lenocínio, fraude e formação de quadrilha. Danny e Marc recebem sentenças mais leves. Jan rouba o dinheiro que ficou no clube. Inesa decide ficar na Bélgica com Jan para continuar ganhando dinheiro. Daria retorna a Vilnius com uma ajuda financeira de Inesa. |              |                                    |                         |             |                         |

### Segunda temporada
| N.º na série | N.º na temp. | Título Original Título no Brasil   | Dirigido por            | Escrito por | Lançamento          |
| --- | ------------ | ---------------------------------- | ----------------------- | ----------- | ------------------- |
| 11 | 1            | "Aflevering 1" "Episódio 1" (BR)   | Marc Punt, Guy Goossens | Marc Punt   | 11 de abril de 2008 |
| Ray Van Mechelen e Eddy Stoefs são libertados da prisão após três anos. Eles descobrem que seu ex-parceiro no crime, Jan Verplancke, pegou todo o dinheiro deles e agora dirige um bar de striptease em Pattaya, na Tailândia. Em Pattaya, Jan, Anek e Carlo compram novas garotas para os irmãos Gallagher, que comandam o tráfico de mulheres no local. Uma delas é Thip, que foi vendida pela própria mãe. Na Europa, Inesa e Bob Sels vão até Transdnístria onde conhecem Sveta e Nastya e as convencem a irem para Bélgica com a falsa promessa de que ganharão muito dinheiro. Ray, Eddy e Danny chegam na Tailândia e confrontam Jan. Jan oferece garotas tailandesas como parte do pagamento que lhes deve. Thip é levada até um apartamento de um cliente, onde é abusada por quatro homens. Kai ajuda Thip a fugir do bar no dia seguinte, mas a mãe de Thip a rejeita quando ela chega em casa. |              |                                    |                         |             |                     |
| 12 | 2            | "Aflevering 2" "Episódio 2" (BR)   | Marc Punt, Guy Goossens | Marc Punt   | 4 de junho de 2008  |
| Sveta e Nastya chegam no Pussycat Club e rapidamente descobrem que foram enganadas. Bob Sels recebe visita do traficante ucraniano Maksim Morozov. No entanto, Bob não quer trabalhar com ele. Em retaliação, Morozov manda atacarem o Pussycat Club e Nastya, Sveta e Nina são sequestradas. Em seguida elas conhecem Monika, que as ajuda a se adaptarem ao novo local de trabalho. Ray chega na Bélgica com duas tailandesas e as oferece à Bob Sels. Em Pattaya, Jan perde a paciência com Anek e o empurra de um penhasco. Os irmãos Gallagher vão até Jan questionar se ele está envolvido com a morte de Anek e com a ida de duas tailandesas à Bélgica. Um incêndio ocorre no hotel do A&T Club. |              |                                    |                         |             |                     |
| 13 | 3            | "Aflevering 3" "Episódio 3" (BR)   | Marc Punt, Guy Goossens | Marc Punt   | 25 de abril de 2008 |
| Thip, Pat e Nong ficam abaladas após a morte de Kai no incêndio. A polícia tailandesa fecha o T&A Club. Insatisfeita com o fato de não estar sendo paga, Sveta foge do Pussycat Club e vai à polícia e acaba encontrando Inesa na delegacia. Ray viaja a Kiev para recrutar meninas para Bob Sels junto com o traficante ucraniano Morozov. Morozov propõe que Ray trabalhe com ele ao invés de Sels. Inicialmente, Ray avisa Bob que recrutou as ucranianas Alyona e Yana para ele, mas acaba as entregando para um clube concorrente chamado Kama Sutra. Ray retorna à Tailândia e passa dos limites com Jan, que resolve tomar uma atitude com relação a isso. |              |                                    |                         |             |                     |
| 14 | 4            | "Aflevering 4" "Episódio 4" (BR)   | Marc Punt, Guy Goossens | Marc Punt   | 2 de maio de 2008   |
| Logo após o espancamento que resultou na morte de Ray, Jan e Eddy retornam à Antuérpia. Depois de ter tentado fugir do Pussycat Club, Sveta é vendida por Bob Sels à um cafetão chamado Jean-Paul. Após problemas com o novo ambiente de trabalho, ela resolve tentar fugir mais uma vez. Bob Sels compra garotas tailandesas com Carlo Dubois. Thip avisa a sua mãe que ela e Pat estão indo para a Bélgica. Carlo acompanha Thip e Pat na viagem e, ao chegarem no país, ambas são vendidas por Bob à dois irmãos do interior. |              |                                    |                         |             |                     |
| 15 | 5            | "Aflevering 5" "Episódio 5" (BR)   | Marc Punt, Guy Goossens | Marc Punt   | 9 de maio de 2008   |
| Sveta consegue retornar à Transdnístria. Ela não conseguiu ganhar o dinheiro que esperava e ficou traumatizada com a experiência que teve na Bélgica. Danny, Eddy e Jan descobrem que a polícia tailandesa achou o corpo de Ray e os irmãos Gallagher foram presos por conta disso. Alyona e Yana reclamam para Inesa que ainda não receberam dinheiro nenhum, então ela as ajuda a fugir do Kama Sutra para o Pussycat Club. Jan e Tony viajam para a Bulgária para comprar novas garotas para Bob. Em Antuérpia, Eddy e Jan são interrogados pela polícia. Abusadas diariamente pelos irmãos Belis, Thip e Pat querem sair da fazenda o mais rápido possível e resolvem pedir ajuda de Carlo. |              |                                    |                         |             |                     |
| 16 | 6            | "Aflevering 6" "Episódio 6" (BR)   | Marc Punt, Guy Goossens | Marc Punt   | 16 de maio de 2008  |
| Danny ainda se recupera no hospital depois da visita da gangue de Morozov. Após descobrir que Alyona e Yana foram levadas por Eddy até o Pussycat Club, Morozov vai até Bob Sels para exigir dinheiro pelas garotas. Bob atira nos ucranianos e Tony o ajuda a se livrar dos corpos. Alyona começa a roubar clientes de Nastya e isso a deixa irritada. Laura e Rudi se encontram com Inesa e ela responsabiliza Carlo pelo tráfico de tailandesas. Bob manda Jan e Tony para a Bulgária mais uma vez para conseguir novas garotas. Jan fica confiante demais e irrita seus concorrentes num leilão de mulheres. |              |                                    |                         |             |                     |
| 17 | 7            | "Aflevering 7" "Episódio 7" (BR)   | Marc Punt, Guy Goossens | Marc Punt   | 23 de maio de 2008  |
| Jan Verplancke retorna da Bulgária sem garotas e sem dinheiro. Bob Sels perde a paciência com ele e exige que Jan traga dez novas garotas em uma semana. Voltar para a Bulgária não é mais uma opção para Jan, então ele tenta fazer negócios na Romênia. Enquanto isso, Bob Sels negocia com os donos do Kama Sutra na tentativa de comprar o clube. Eddy descobre que Thip e Pat estão trabalhando no Kama Sutra e teme que elas irão denunciá-lo pelo assassinato de Ray. |              |                                    |                         |             |                     |
| 18 | 8            | "Aflevering 8" "Episódio 8" (BR)   | Marc Punt, Guy Goossens | Marc Punt   | 30 de maio de 2008  |
| Esther descobre que Inesa ocasionalmente trabalha como informante para a polícia e a chantageia. Danny descobre que Jan transou com sua namorada. As novas ciganas trazidas por Jan começam a causar muitos problemas para Bob Sels. Uma delas, Antsija, manda Eddy para o hospital. Nastya é punida após recusar um cliente no Pussycat Club. Inesa mata Esther durante uma briga. Danny e Eddy encontram o corpo. Eles levam o corpo no porta-malas na tentativa de livrarem-se dele, mas o carro deles é apreendido por estarem embriagados. |              |                                    |                         |             |                     |
| 19 | 9            | "Aflevering 9" "Episódio 9" (BR)   | Marc Punt, Guy Goossens | Marc Punt   | 6 de junho de 2008  |
| Thip e Kat exigem dinheiro de Jan e Eddy para poderem voltar para a Tailândia. Inesa ajuda elas com a negociação. Danny pede ajuda de Jan e Eddy para enterrar o corpo de Esther. Nastya foge e Tony esconde ela em sua própria casa. A mãe de Tony fica irritada com a presença de Nastya. Alyona precisa ir para um hospital de Kiev para visitar a irmã mais nova que sofre de câncer. Tony contraria as ordens de Bob e ajuda Alyona. Danny está depressivo e resolve dar um fim a tudo isso. |              |                                    |                         |             |                     |
| 20 | 10           | "Aflevering 10" "Episódio 10" (BR) | Marc Punt, Guy Goossens | Marc Punt   | 13 de junho de 2008 |
| Alyona chega em Kiev e vê que sua irmã não tem muito mais tempo de vida. Nastya chega em Transdnístria juntamente com Tony e uma mala com 150 mil euros roubados de Bob. Ela reencontra seu filho e sua amiga Sveta, mas precisa se esconder porque Bob está utilizando todos os recursos disponíveis para recuperar seu dinheiro. Após se esconderem, Nastya abandona Tony e foge com seu filho e o dinheiro. Nastya ajuda Alyona a pagar pelo tratamento da irmã. Logo após ser abandonado, Tony vai à polícia e denuncia Bob, que é preso. Paul oferece um novo recomeço à Jan. Eddy se cansa de Jan e tenta matá-lo, mas é ele quem acaba morrendo no confronto. Após a prisão de Bob, Nastya e Sveta mudam-se para Chisinau, Moldávia, e abrem uma lanchonete. |              |                                    |                         |             |                     |